# Grigorij Samuilovič Landsberg
Grigorij Samuilovič Landsberg (Григорий Самуилович Ландсберг; 22. ledna 1890 – 2. února 1957) byl sovětský fyzik.
Grigorij S. Landsberg je spoluobjevitelem neelastického kombinačního rozptylu světla, používaného v Ramanově spektroskopii. Jeho hlavní vědecké příspěvky patří do oblastí optiky a spektroskopie.

## Život
Grigorij Landsberg vystudoval na Moskevské státní univerzitě v roce 1913, a následně zde i vyučoval v letech 1913–1915, 1923–1945, 1947–1951. Od roku 1923 zastával profesorské místo. V polovině 30. let rovněž získal post ve Fyzikálním ústavu Akademie věd SSSR. V letech 1951–1957 byl profesorem Moskevského fyzikálně-technologického institutu.
Landsberg prováděl průkopnická studia na téma vibračního rozptylu světla v krystalech od roku 1926. V roce 1928 objevili Grigorij S. Landsberg a Leonid. I. Mandelštam fenomén kombinačního rozptylu světla. Tento jev se stal známý jako Ramanův efekt, jelikož jej nezávisle objevili Chandrasekhara V. Raman a Kariamanickam S. Krišnan v kapalinách. Landsberg objevil jemné struktury v Rayleighově rozptylu. V roce 1931 objevil fenomén selektivního rozptylu světla.
Položil základ k spektroskopii organických molekul a studiu inter a intra-molekulárních interakcí v plynné, kapalné a pevné fázi v SSSR.
Založil významnou školu atomové a molekulární spektrální analýzy. Vyvinul techniky pro spektrální analýzu kovů a slitin (Vládní cena SSSR 1941), a pro analýzu složitých organických směsí, včetně motorových paliv. Je autorem slavného kurzu Optiky a editorem populární „Základní učebnice fyziky“ (Svazky 1-3, 7; vydání 1971).
Byl zakladatelem a předsedou komise pro spektroskopii Sovětské akademie věd, přeměněna později (1968) na Ústavu spektroskopie akademie věd.
Grigorij S. Landsberg byl vyznamenán dvěma Leninovými řády a několika medailemi.

## Objev kombinačního rozptylu světla
Od roku 1926 zahájili Leonid I. Mandelštam a Grigorij S. Landsberg experimentální studii vibračního rozptylu světla v krystalech na Moskevské státní univerzitě. Jejich záměrem bylo prokázat teoretické predikce provedené Mandelštamem v roce 1918 týkající se jemné struktury rozdělení v Rayleighově rozptylu v důsledku rozptylu světla na tepelných akustických vlnách. Jako výsledek tohoto výzkumu objevili Landsberg a Mandelstam v roce 1928 jev neelastického kombinačního rozptylu světl. Tento zásadní objev poprvé představili na kolokviu v dubnu 1928. Byly zveřejněny krátké zprávy o tomto objevu (experimentální výsledky s teoretickými vysvětleními) v ruštině a v němčině a poté zveřejněn komplexní článek v Zeitschrift für Physik.
Ve stejném roce 1928 hledali dva indičtí vědci C. V. Raman a K. S. Krishnan „Comptonovu složku“ rozptýleného světla v kapalinách a parách. Našli stejný kombinační rozptyl světla. Raman uvádí, že "linku spektra nového zaření poprvé pozoroval v únoru 1928. Kombinační rozptyl světla byl objeven Mandelštamem a Landsbergem zhruba o týden dříve, než Ramanem a Krišhnanem. Nicméně tento jev se stal známým jako Ramanův jev, protože Raman zveřejnil své výsledky dříve než Landsberg a Mandelštam. V ruskojazyčné literatuře se ale jev tradičně nazývá "kombinační rozptyl světla".